# Корнеев, Владислав Андреевич
Владислав Андреевич Корнеев (род. 30 марта 1981, Уфа) — российский хоккеист, защитник.

## Биография
Воспитанник уфимского «Салавата Юлаева». В сезоне 1996/97 дебютировал в фарм-клубе «Новойл». В 18 лет перешёл в череповецкую «Северсталь», первый сезон играл за вторую и третью команды. В сезоне 1999/2000 играл за «Салават Юлаев», в следующем — за «Северсталь». Через год оказался в аренде в СКА. Перед сезоном 2002/03 перешёл в московский «Спартак», но, проведя четыре матча, получил серьёзную травму колена. Концовку сезона провёл в «Газовике» Тюмень. Не смог закрепиться в «Нефтехимике» и перешёл в «Нефтяник» Альметьевск. Сезон 2004/05 провёл в «Салавате Юлаеве», затем играл за вторую команду, «Мечел» Челябинск, фарм-клуб «Торос» Нефтекамск. В дальнейшем выступал за клубы «Ариада-Акпарс» (2009/10), «Юрматы» (2009/10 — 2010/11), «Липецк» (2011/12), ««Прогресс» Глазов (2012/13), «Мордовия» (2012/13 — 2014/15).
Участник юниорского чемпионата мира 1999 года. Участник молодёжного чемпионата мира 2001 года. Победитель хоккейного турнира Универсиады 2003 года.
По состоянию на 2011 год жена Елена, играла за гандбольный клуб «Уфа-Алиса». Сыновья Данила и Гордей.